# 道の駅浅虫温泉
道の駅浅虫温泉（みちのえき あさむしおんせん）は、青森県青森市にある国道4号の道の駅である。愛称はゆ〜さ浅虫。浅虫温泉の近辺にある。

## 施設
物販コーナーは、青森県内の地産品を販売している。最上階の展望台からは陸奥湾が一望できる。2022年7月16日にリニューアルオープンし、1階の物販コーナーが改装され、3階にキッズコーナーが新設された。
- 駐車場
  - 普通車：169台
  - 大型車：13台
  - 身障者用：4台
- トイレ
  - 男：大 8器（3器）、小 13器（7器）
  - 女：20器（10器）
  - 身障者用：5器（2器）

※（ ）は、24時間利用可能
- 公衆電話：3台
- 公衆FAX
- 物販コーナー
- 展望浴場（温泉施設）
- インフォメーションセンター
- レストラン
- ゆーさ市場（産直施設）-ただし別館となる

## 休館日
- 無休（ただし2月の平日に臨時休業あり）
- 毎月第2木曜日（レストラン）

## アクセス
- 国道4号
- 青森県道269号増田浅虫線
- 青い森鉄道線 浅虫温泉駅 から徒歩

### 路線バス

#### 「道の駅ゆ〜さ浅虫前」停留所
国道4号線沿いにある停留所。元々は十鉄バスと下北交通のみが停まる「浅虫」（あさむし）という名称であったが、道の駅開業とともに名称を変更し、同時に青森市営バス・JRバス東北（現在は撤退）が停車するようになった。
- 青森市営バス浅虫線：青森駅・新青森駅東口（急行）行、浅虫温泉駅・浅虫水族館行
- 下北交通青森線：観光物産館行（降車のみ）、むつ行（乗車のみ）

#### 「浅虫温泉駅通り」停留所
駐車場入口（市道）にある停留所。下北交通の停留所名は「浅虫温泉」と異なる。
- 青森市営バス浅虫線：青森駅行、浅虫温泉駅・浅虫水族館行
- 平内町民バス（下北交通委託）狩場沢・野辺地駅行

## 周辺
- 浅虫ヨットハーバー
- サンセットビーチあさむし
- 浅虫温泉森林公園
- 浅虫ダム公園